# Xepicula leucotricha
Xepicula leucotricha är en svampart som först beskrevs av Peck, och fick sitt nu gällande namn av Nag Raj 1993. Xepicula leucotricha ingår i släktet Xepicula, divisionen sporsäcksvampar och riket svampar.   Inga underarter finns listade i Catalogue of Life.